# USS Essex (CV-9)
USS Essex (CV-9) a fost o navă portavion a flotei Marinei SUA. Essex este prima din cele 24 de portavioane din clasa Essex construite în timpul celui de al Doilea Război Mondial. A fost a patra navă a Marinei SUA cu acest nume.
A fost lansat la apă în iulie 1942.
Armament:
- 4 tunuri duble de 127mm calibru 38
- 4 tunuri simple de 127mm calibru 38
- 8 tunuri cvadruple de 40mm calibru 56
- 46 tunuri de 20mm calibrul 78

Blindaj:
- centură de oțel cu grosimea de 60–100 mm
- 40 mm pentru hangar

Essex a participat la mai multe acțiuni, dintre care cele mai importante:
- Operațiuni împotriva insulei Marcus (31 august 1943)
- Operațiuni împotriva insulei Wake (5-6 octombrie 1943)
- Operațiuni împotriva orașului Rabaul (11 noiembrie 1943)
- Atacul împotriva insulelor Gilbert cu Task Group 50.3
- Acțiunea de debarcare în atolul Tarawa (18–23 noiembrie 1943)
- Operațiuni împotriva insulei Kwajalein (4 decembrie 1943)
- Atac amfibiu împotriva insulelor Marshall (29 ianuarie-2 februarie 1944)
- Ocuparea Marianelor (12 iunie-10 august)
- Atac împotriva Okinawei
- Atac împotriva insulei Formosa (12–14 octombrie)
- Bătălia din Golful Leyte (24-25 octombrie 1944)
- Atac împotriva Manilei
- Atac împotriva insulelor Filipine în noiembrie

La 25 noiembrie a fost lovit de un kamikaze, care s-a soldat cu decesul a 15 persoane și rănirea altor 44.

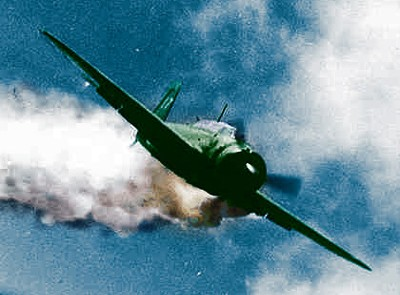
Locotenentul Yamaguchi cu un Yokosuka D4Y3 (Tip 33) Suisei încercând să lovească Essex la 25 noiembrie 1944.

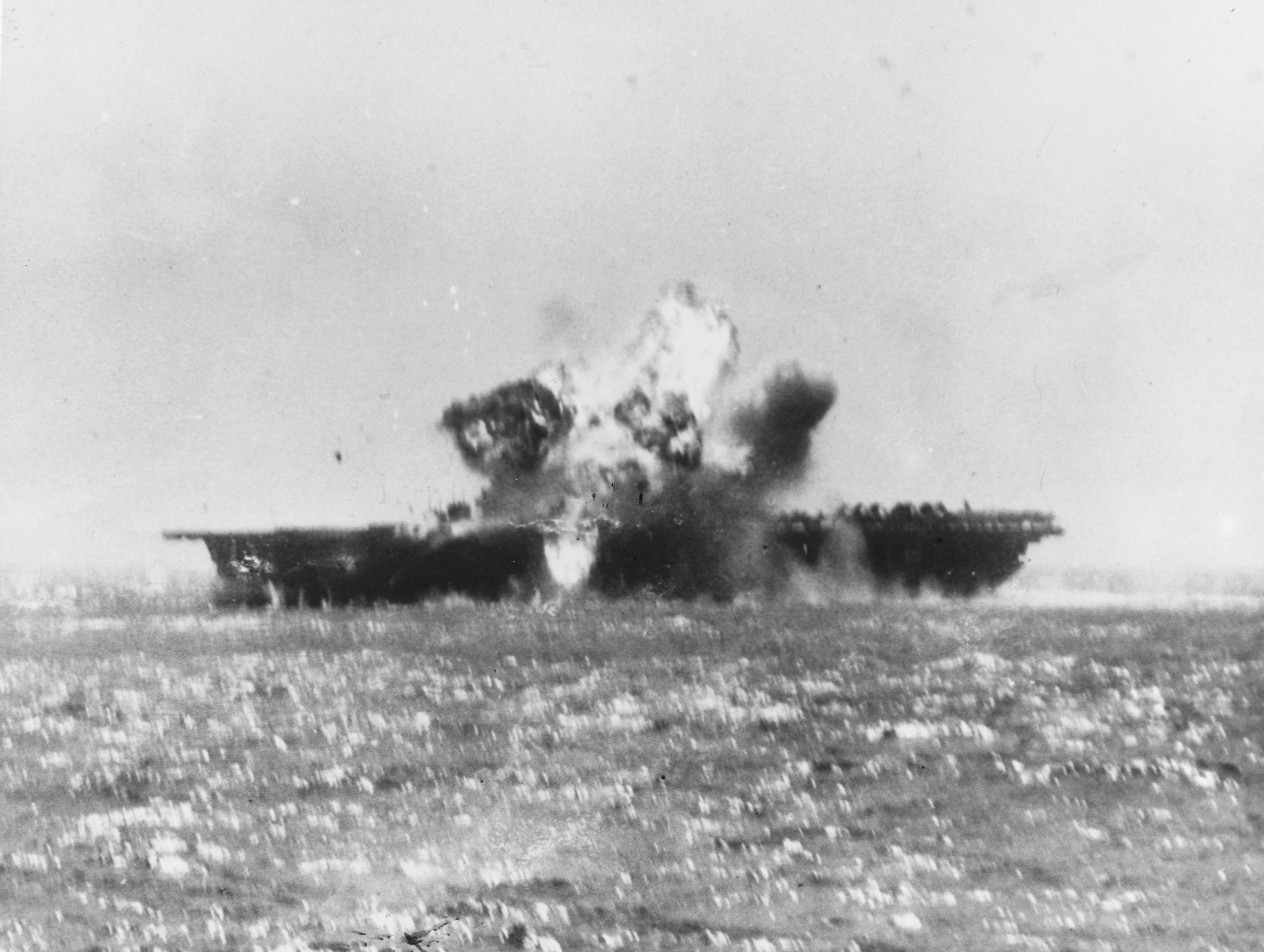
Un avion japonez kamikaze explodează după ce se zdrobeșțe de puntea portavionului Essex 25 noiembrie 1944

După reparații rapide a sprijinit debarcarea în Mindoro (14–16 decembrie)
A găzduit Air Grup 15 în care activa și asul de tip al Marinei SUA, David McCampbell

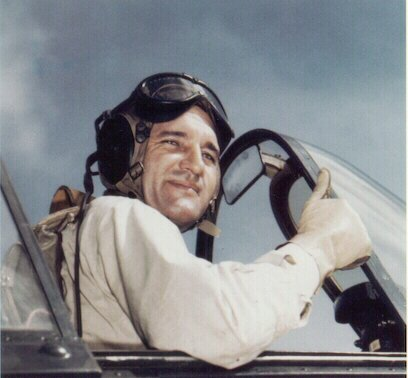
asul nr. 1 al Marinei Militare SUA: David McCampbell

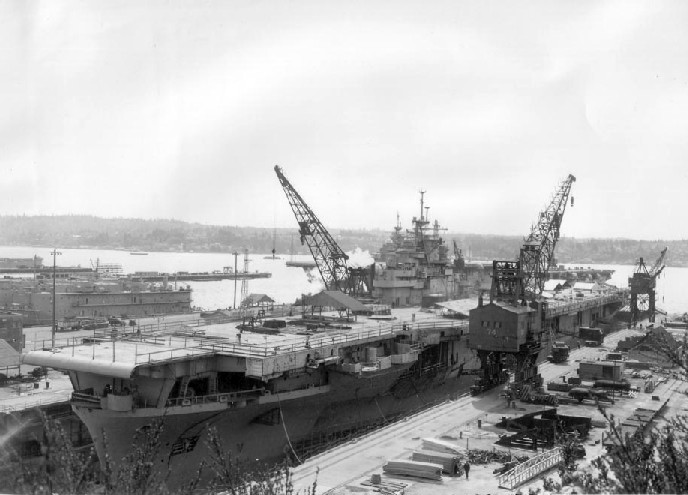
Essex în timpul modernizării, 1949.

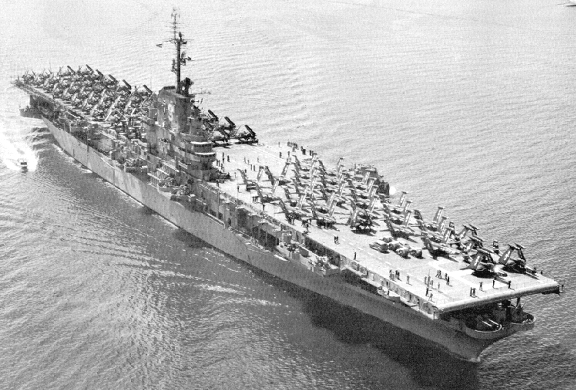
Essex după modernizare.

### Războiul din Coreea
A fost nava amiral pentru TF77.
A fost primul avion care a lansat pentru prima dată avioane F2H Banshee dintre care una din aceste avioane lovite în luptă s-a prăbușit pe punte, lovind un alt avion parcat, ceea ce a provocat foc și explozie, ucigând 9 persoane 
La 3 octombrie a participat la lovituri aeriene dincolo de râul Yalu.

### Criza rachetelor din Cuba
A participat la Criza rachetelor din Cuba după intervenția nereușită din golful Porcilor. Portavionul găzduia 12 buc. A-4 Skyhawk

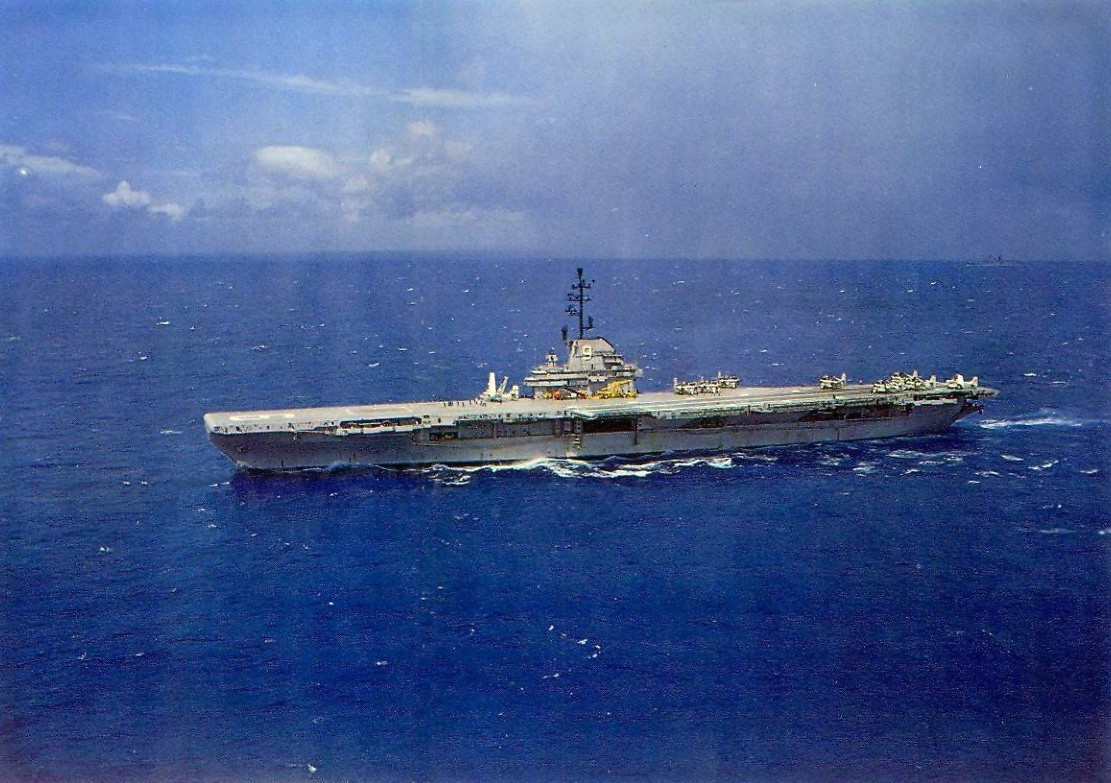
Essex în 1960.

### Misiunile Apollo

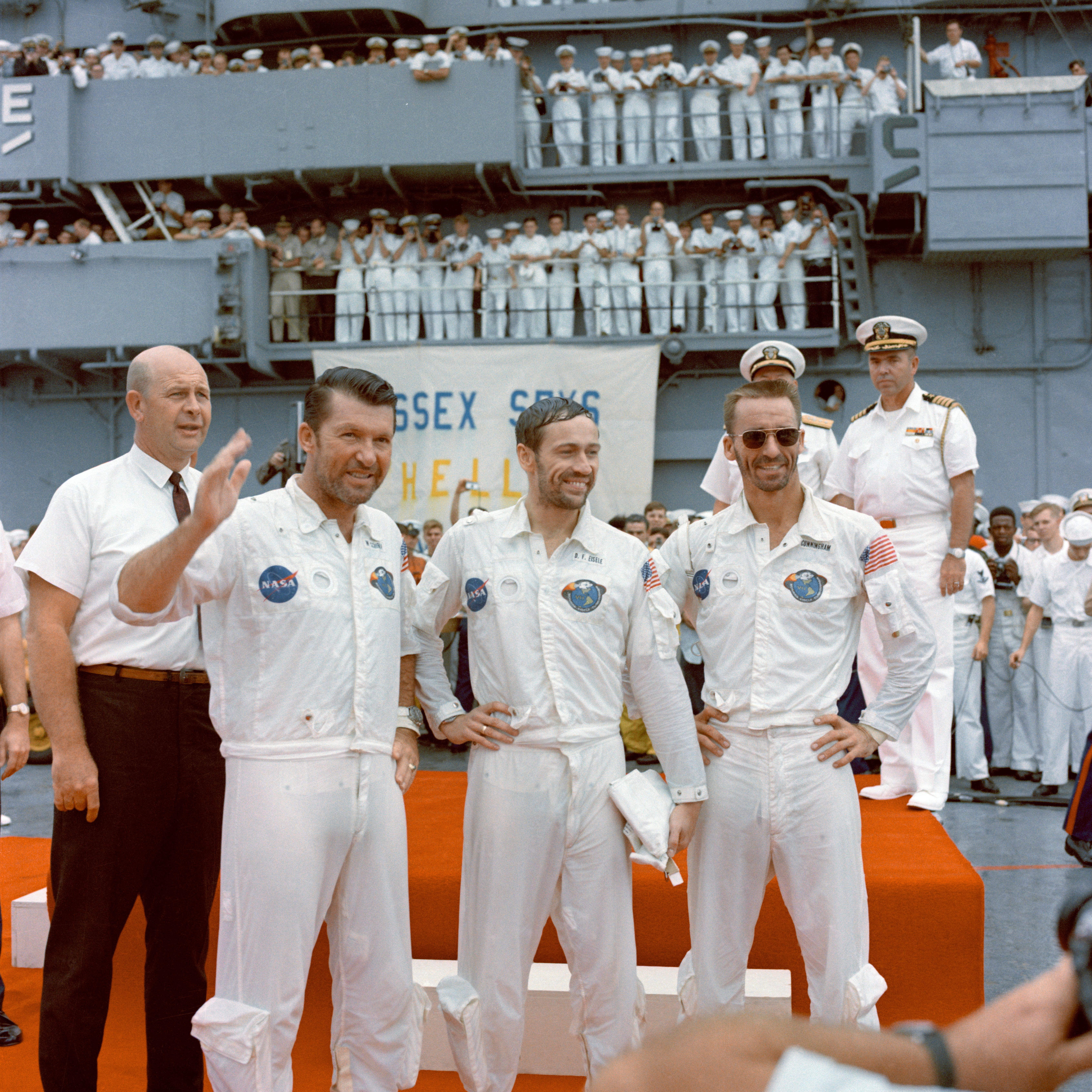
Echipajul rachetei Apollo 7 pe bordul portavionului USS Essex 22 oct. 1968

Pe Essex a servit ca pilot în timpul războiului din Coreea și astronautul Neil Armstrong.